# My So-Called Life (album de Venetian Snares)
Pour les articles homonymes, voir My So-Called Life.
Albums de Venetian Snares
Filth
(2009) Cubist Reggae
(2011)
My So-Called Life est un album studio de breakcore commercialisé le 23 août 2010, composé par Venetian Snares au label discographique Planet Mu. Aaron Funk (Venetian Snares) considère les titres de l'album plus comme une collection d'histoires courtes qu'une nouvelle... des passages de journal intime. La couverture de l'album est effectuée par Christopher Umana.

## Liste des pistes
1. Posers and Camera Phones – 5:19
2. Cadaverous – 4:20
3. Aaron 2 – 5:00
4. Who Wants Cake? – 4:46
5. Welfare Wednesday – 4:03
6. Ultraviolent Junglist – 5:50
7. Goodbye9/Hello10 – 4:46
8. Sound Burglar – 4:34
9. Hajnal 2 – 4:54
10. My So-Called Life – 6:29